# سعيد سيفاو المحروق
سعيد سيفاو المحروق مفكر، كاتب، شاعر ومناضل أمازيغي ليبي (1946 – 27 تموز 1994). كان يجيد 5 لغات: الأمازيغية، العربية، الإنجليزية، الإيطالية والفرنسية. تعرض سيفاو لمحاولة اغتيال في حادثة سير في شباط 1979، وظل بعدها سجين الفراش والكرسي المتحرك إلى أن وافاه الأجل عام 1994.

## نشأته
ولد سعيد سيفاو المحروق سنة 1946 في مدينة جادو بجبل نفوسه في ليبيا لديه اخوة..سالم المحروق وخليفة المحروق وطارق المحروق ولديه 4 اخوات.. توفيت أمه وهو لم يتجاوز السابعة من عمره، ودفنت في مقبرة سيدي منيدر في طرابلس، 

## حياته
غادر مع عائلته مسقط رأسه ليتجهوا للعاصمة طرابلس، وهنالك سيجري دراسته الابتدائية والثانوية. بعد ذلك سيتجه إلى مصر لدراسة الطب، لكن كونه منخرطا في الحياة السياسية ونشره للمقالات بكيفية دورية، أدى إلى إيقاف استفادته من المنحة، ما جعله يعود إلى طرابلس ويبدأ دراسته في شعبة القانون سنة 1967.

## محاولة اغتياله
في 21 شباط 1979 تعرض سعيد سيفاو المحروق لحادث سير مريب وتحديدا في طريق قرجا أمام صيدلية قرجا بالعاصمة طرابلس، حيث صدمته ودهسته سيارة قادمة من الاتجاه المعاكس للطريق لتتجه إليه مباشرة عند ترجله من السيارة قاصدا الصيدلية لشراء الدواء لابنه المريض.
يفقد سعيد المحروق وعيه لأيام ولا يستعيده إلا وهو في إحدى مصحات إيطاليا الاستشفائية وبعد شهر كامل من الفاجعة. تسبب له الحادث في كسر في الرأس وفي العمود الفقري نتج عنه شلل نصفي مع عدم التمكن من السيطرة على البول، وتهشم في ذراع اليد اليسرى تم تجبيره بمعدن يصل بين الذراع والكتف، وتهشم آخر في الفخذ اليسرى. وكذلك المضاعفات والآلام المبرحة التي ظل يعاني منها على مدى 14 عشر سنة تقريبا.

## وفاته
أسلم الروح في مصحة النجدة بمدينة صفاقس التونسية في يوم 27 تموز 1994، والتي توجه إليها بعد أن لاقى من الإهمال المتعمد في مصحات طرابلس.

## مؤلفاته
- ديوان سقوط ال التعريف وهو خمسة اجزاء، دار القدس، بيروت، نيسان 1979.
  - التذكار (1960- 1965)
  - وما رافق ذلك من مضاعفات (اختفاء حروف العلة، انقراض الحرف المنقوط، محو الحرف المنطوق..الخ) 1966- 1973
  - اشعار كاتمة الصوت - 1987
  - المجزوم بحذف حرف العلة 1978- 1982
  - شجر السرو يهرب ضجراً 1985- 1988
- خروج أهل الكهف وأسرار الطوفان
- ديوان قلق ضجر
- قصيدة اللائية المئوية
- عن الاستلاب اللغوي
- استيراد ما لا يستورد
- مفاهيم غير مفهومة
- ثورة الأغليد ماسينيسا
- الأساطير الطائفية
- اللحظة الحجرية
- الشعر بين الحديث والقديم
- الإيقاعات
- هشيم الأصوات الليلية
- بحثا عن الصوت المنفرد
- الخلخلة
- بقايا النسخة الرملية
- اصوات منتصف الليل - 1992

## وصلات خارجية
- السيرة الذاتية لسعيد سيفاو المحروق (شريط صوتي على اليوتيوب)
- في ذكرى رحيل سعيد سيفاو المحروق (فيديو على اليوتيوب)